# Jamil Walker Smith

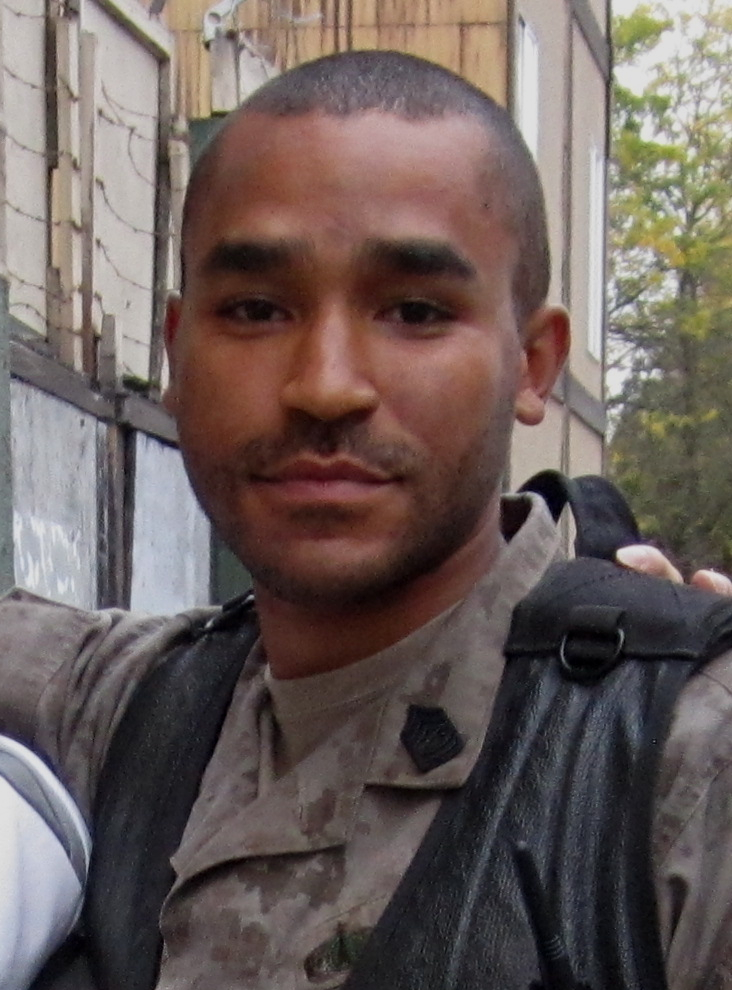
Jamil Walker Smith (2010)

Jamil Walker Smith (* 20. August 1982 in New York City, New York) ist ein US-amerikanischer Schauspieler und Synchronsprecher.

## Leben
Seine bekannteste Rolle ist die Stimme von Gerald, ein Viertklässler und Arnolds bester Freund in der Nickelodeon-Fernsehserie Hey Arnold!. Er erschien auch in diversen anderen Serien wie Sister, Sister Freundinnen, Bones – Die Knochenjägerin, Akte X – Die unheimlichen Fälle des FBI und The Bernie Mac Show. Neben seiner Schauspielerei schreibt er und spielt Rollen in seinen eigenen Kurzfilm-Projekten, bei denen er auch Regie führt. Zudem hatte er von 2009 bis 2011 in der dritten Serie der Stargate-Reihe, Stargate Universe, die Rolle des Master Sergeant Ronald Greer übernommen.

## Filmografie (Auswahl)
- 1994: Ein Vater für zwei (The Sinbad Show) (Fernsehserie, Episode 1x19)
- 1995: Akte X – Die unheimlichen Fälle des FBI (The X-Files) (Fernsehserie, Episode 2x15)
- 1995: Echt super, Mr. Cooper (Hangin’ with Mr. Cooper) (Fernsehserie, Episode 3x20)
- 1996: Sister, Sister (Fernsehserie, 4 Episoden)
- 1996–1997: Waynehead (Fernsehserie, 13 Episoden)
- 1996–2003: Hey Arnold! (Fernsehserie, 79 Episoden, Stimme)
- 1997: Pacific Blue – Die Strandpolizei (Pacific Blue) (Fernsehserie, Episode 2x17)
- 1997: Ein Hauch von Himmel (Touched by an Angel) (Fernsehserie, Episode 4x03)
- 2001: New York Cops – NYPD Blue (NYPD Blue) (Fernsehserie, Episode 9x07)
- 2002: Hey Arnold!: The Movie (Stimme)
- 2005: Medium – Nichts bleibt verborgen (Medium) (Fernsehserie, Episode 1x01)
- 2005: Blind Justice – Ermittler mit geschärften Sinnen (Blind Justice) (Fernsehserie, Episode 1x04)
- 2005: Supernatural (Fernsehserie, Episode 1x01)
- 2005: Halfway Decent
- 2007: The Son
- 2007: Cold Case – Kein Opfer ist je vergessen (Cold Case) (Fernsehserie, Episode 5x08)
- 2007: Girlfriends (Fernsehserie, Episode 7x11)
- 2008: In the Wind
- 2008: Bones – Die Knochenjägerin (Bones) (Fernsehserie, Episode 3x11)
- 2009–2011: Stargate Universe (Fernsehserie, 40 Episoden)
- 2010: Quit
- 2011: Make a Movie Like Spike
- 2017: Hey Arnold! Der Dschungelfilm (Hey Arnold! The Jungle Movie, Stimme)
- 2022: The Rookie (Fernsehserie, 3 Folgen)